# 큰원숭이얼굴박쥐
큰원숭이얼굴박쥐(Pteralopex flanneryi)는 큰박쥐과에 속하는 박쥐의 일종이다. 솔로몬 제도와 뉴기니섬의 부건빌 자치주와 주변 작은 섬들의 토착종이다. 멸종위급종으로 분류되고 있으며, 개체수가 감소 추세를 보이고 있다. 가장 큰 원숭이얼굴박쥐이다.